# Gary McFarland
Gary McFarland (Los Angeles, 1933. október 23. – New York, 1971. november 3.) vibrafonos, zeneszerző, hangszerelő, énekes. A Down Beat magazin szerint McFarland a zenekari dzsesszzenészek egyik legjelentősebb munkatársa volt. Az 1960-as évek egyik legfoglalkoztatottabb New York-i hangszerelőjeként dolgozott. Zenéjének kibontakozása egybeesett a bossa nova térnyerésével.

## Pályakép
McFarland Los Angelesben született, az oregoni Grants Pass-ban nőtt fel.
Bill Evansszel, Gerry Mulligannel, Johnny Hodgesszel, John Lewis-szal, Stan Getz-cel, Bob Brookmeyerrel, Anita O’Day-jel dolgozott. Saját albumain és más zenészeknek szóló feldolgozásai mellett ő komponálta az „Eye of the Devil” (1966) és a „Who Killed Mary What's 'Er Name?” (1971) című filmek zenéjét.
McFarland az 1960-as évek végére a dzsessztől a gyakran sóvárgó vagy melankolikus hangszeres popzene felé fordult. Más előadók felvételeit is elkészítette a Skye Records kiadójánál (Norman Schwartz, Szabó Gábor, Cal Tjader. Ő hangszerelte Wendy és Bonnie Flower nővérek „Genesis soft-rock” című albumát is.
McFarland azt fontolgatta, hogy írni kezd, és filmet és színházat rendez. Azonban 38 évesen, 1971. november 3-án – ugyanazon a napon, amikor elkészült a „To Live Another Summer” című albuma, McFarland New Yorkban, a St. Vincent's Kórházban halt meg kábítószer túladagolás következtében, amelyet a Christopher Street 55. szám alatti bárban vett. Nem tudni, hogy szándékosan vette-e be a kábítószert, vagy valaki megpiszkálta az italát; a rendőrség nem nyomozott.

## Zenekarvezető
- 1961: The Jazz Version of „How to Succeed in Business without Really Trying”
- 1963: Point of Departure
- 1963: The Gary McFarland Orchestra: Special Guest Soloist: Bill Evans
- 1964: Soft Samba
- 1965: Jazz at The Penthouse (1965 club date released in 2014 ad CD with the DVD documentary This Is Gary McFarland!)
- 1965: Tijuana Jazz with Clark Terry
- 1965: The In Sound
- 1966: Eye of the Devil
- 1966: Simpático with Gábor Szabó
- 1966: Profiles
- 1966: Soft Samba Strings
- 1967: The October Suite with Steve Kuhn
- 1968: Scorpio and Other Signs
- 1968: Does the Sun Really Shine on the Moon?
- 1968: America the Beautiful: An Account of Its Disappearance
- 1969: Slaves with Grady Tate
- 1969: Today
- 1971: Butterscotch Rum with Peter Smith